# Luigi Borsoi
Luigi Borsoi (Venezia, 7 settembre 1930 – Venezia, 21 ottobre 1957) è stato un cestista italiano.

## Carriera
Esordì nella Laetitia Venezia, e nel 1950 si trasferì alla Reyer Venezia. Con la Nazionale ha disputato 6 incontri nel 1952, mettendo a referto 13 punti totali. Tra il 1949 e il 1951 ha vestito anche la maglia dell'Italia under 20.
È morto prematuramente il 21 ottobre 1957 all'età di 27 anni, in seguito alle complicazioni dovute a un attacco di influenza asiatica.